# Chimarra kaiya
Chimarra kaiya là một loài Trichoptera trong họ Philopotamidae. Chúng phân bố ở miền Australasia.